# Râul Durușca
Râul Durușca este un curs de apă, afluent al râului Bahlui. 